# قصة جندي (فلم)
قصة جندي (بالإنجليزية: A Soldier's Story) هو فيلم درامي نيجيري صدرَ عام 2015 للمخرج فرانكي أوغار، ومن بطولةِ توبي تيديلا، ليندا إيجيوفور، دانيال كيه دانيال الذي فاز بجائزةٍ من جوائز الأكاديمية الأفريقية للأفلام فضلًا عن جائزةٍ من جوائز أفريقيا ماجيك للمشاهدين.

## القصّة
تبدأ المشاهد الأولية للفيلمِ بجنودٍ في مدينةٍ مزقتها الحرب في دولة مجاورة لنيجيريا، ثمّ تنفجرُ فجأةً قنبلة زرعها المتمردون في وسطِ الجنود. يتسلّلُ الرائد إيغان (يلعبُ دوره الممثل توبي تيديلا) من فراشهِ ليرتدي ملابسه لغرضِ مهمةٍ عسكرية. كانت زوجته ليباري (تلعبُ دورها الممثلة أديسوا إتومي) مستيقظةً دون علمه فيدخل الاثنانِ في نقاشٍ حادٍ حول طبيعة المهمّة العسكرية والمخاطر المحيطةِ بها.
على الجانبِ المقابل، وفي أحد معسكرات المتمردين يقتلُ بوسمان (يلعبُ دوره الممثل دانيال كي دانيال) اثنين من رجاله لما اعتبره سلوكًا يشبه «سلوك الجرذان». أثناء ذلك؛ تجدُ ريجينا وأنجيلا – وهما مقاتلتان في صفوفِ المتمردين – جنديًا ميّتًا على ما يبدو. تصطحبُ ريجينا الجنديّ إلى منزلها بعدما تبيّن أنه حيّ، ثمّ تبدأُ في رحلة معالجته إلى أن يَصحَّ بعد بضعة أسابيع. تكتشفُ ريجينا أن الجندي هو الرائد إيغان ولكنه يُعاني الآن من فقدان الذاكرة.
تتوطّدُ علاقة ريجينا بالرائد إيغان وهو ما يتسبّب في غيرة أنجيلا، بل وتصلُ مسامع هذه القصّة للقائد بوسمان الذي ينزعجُ جدًا من تصرّف ريجينا ويُهدّدها. يسترجعُ الرائد إيغان فجأةً كل الأحداث من حياته السابقة ثمّ يتذكر أنه كان متزوجًا فيُغادر صوبَ نيجيريا. يكتشفُ حال وصولهِ إلى لاغوس اكتشف أن مسكنه السابق مشغولٌ من قبل أشخاص آخرين وأن زوجته في أبوجا لإجراء مقابلة عملٍ هناك، فيبدأُ إيغان رحلة البحث عن زوجتهِ في ظلّ علاقتهِ مع ريجينا.

## طاقم التمثيل
| - ليندا إيجيوفور في دور ريجينا - توبي تيديلا في دور الرائد إيغان - دانيال كي دانيال في دور بوسمان - أديسوا إتومي في دور ليباري | - زينب بالوغن في دور أنجيلا - شوكوها أليجويكوي في دور العقيد بيلو - سامباسا نزيربي في دور غيتو - أولومايد أوورو في دور إدوين |

## الإفراج
عُرض الفيلم لأول مرةٍ في ولاية لاجوس في أيلول/سبتمبر 2015.

## الاستقبال
أوضح موقع 360 أونوبس (بالإنجليزية: 36onobs.com) في مراجعته للفيلم أن المخرج قد أضاع قصة مثيرة للاهتمام بسيناريو ضعيف، مُسترسلًا: «من الصعبِ مقارنة عدم الرضا الذي يشعر به المرء عندما يرى قصة آسرة بخلاف ذلك تنتهي بعدم إدراك إمكاناتها في أي شكل فني، وتتفاقمُ الأمور عندما يفشلُ مخرج الصور المتحركة في جعل الفيلم رائع.»

## الجوائز
| الجائزة                                                | الفئة                                              | المرشّح/ة         | النتيجة |
| ------------------------------------------------------ | -------------------------------------------------- | ---------------- | ------- |
| حفل توزيع جوائز أكاديمية الأفلام الأفريقية الثانية عشر | جائزة أكاديمية الفيلم الأفريقي لأفضل ممثل          | دانيال كي دانيال | فوز     |
| حفل توزيع جوائز أكاديمية الأفلام الأفريقية الثانية عشر | جائزة أكاديمية الفيلم الأفريقي لأفضل مكياج         |                  | فوز     |
| حفل توزيع جوائز أكاديمية الأفلام الأفريقية الثانية عشر | جائزة أكاديمية الأفلام الأفريقية لأفضل تصميم أزياء |                  | رُشِّح     |
| حفل توزيع جوائز أكاديمية الأفلام الأفريقية الثانية عشر | جائزة أكاديمية الأفلام الأفريقية لأفضل إنتاج       |                  | رُشِّح     |
| حفل توزيع جوائز أكاديمية الأفلام الأفريقية الثانية عشر | جائزة أكاديمية الفيلم الأفريقي لأفضل مؤثرات بصريّة  |                  | رُشِّح     |
| جوائز أفريكا ماجيك للمشاهدين                           | أفضل ممثل في دور رئيسي                             | دانيال كي دانيال | فوز     |
| جوائز أفريكا ماجيك للمشاهدين                           | أفضل ممثلة ثانوية في فيلم درامي                    | سمباسة نزريبه    | فوز     |
| جوائز أفريكا ماجيك للمشاهدين                           | أفضل ممثل ثانوي في فيلم درامي                      | أولوميد أوورو    | رُشِّح     |
| جوائز أفريكا ماجيك للمشاهدين                           | أفضل محرر صور                                      | أولوميد أوورو    | رُشِّح     |